# أنتونيلا بيلوتي
أنتونيلا بيلوتي (بالإيطالية: Antonella Bellutti)‏ مواليد 7 نوفمبر 1968 في بولسانو، هي متسابقة دراجات إيطالية سابقة. شاركت في دورة الألعاب الأولمبية الصيفية وفازت بميدالية أولمبية.

## الميداليات
| الميدالية | المسابقة                       |
| --------- | ------------------------------ |
| ذهبية     | الألعاب الأولمبية الصيفية 1996 |
| ذهبية     | الألعاب الأولمبية الصيفية 2000 |

## وصلات خارجية
- الموقع الرسمي

## روابط خارجية
- أنتونيلا بيلوتي على موقع الاتحاد الدولي لألعاب القوى (الإنجليزية)
- أنتونيلا بيلوتي على موقع أرشيف الدراجات (الإنجليزية)
- أنتونيلا بيلوتي على موقع إحصائيات الدراجات الإحترافية (الإنجليزية)
- أنتونيلا بيلوتي على موقع CycleBase (الإنجليزية)
- أنتونيلا بيلوتي على موقع أوليمبيديا (الإنجليزية)
- أنتونيلا بيلوتي على موقع اللجنة الأولمبية الإيطالية (الإيطالية)
- أنتونيلا بيلوتي على موقع CONI honoured athlete website (الإيطالية)